# (35589) 1998 HY80
1998 HY80 (asteroide 35589) é um asteroide da cintura principal. Possui uma excentricidade de 0.12128830 e uma inclinação de 2.91225º.
Este asteroide foi descoberto no dia 21 de abril de 1998 por LINEAR em Socorro.